# Linia kolejowa Prostějov – Chornice
Linia kolejowa Prostějov – Chornice (Linia kolejowa nr 271 (Czechy)) – jednotorowa, niezelektryfikowana linia kolejowa o znaczeniu regionalnym w Czechach. Łączy Prościejów ze stacją Chornice. Przebiega przez terytorium Kraju ołomunieckiego i Kraju pardubickiego.